# Huidkloof

Het verschil tussen een huidfissuur, erosie en ulcus

Een huidkloof, huidfissuur of ragade is een dunne lineaire barst in de huid, die vaak gepaard gaat met pijn of ongemak.

## Vormen
Een huidkloof kan zowel op cutane weefsels als op slijmvlies voorkomen. Vaak worden ze gezien op de lippen, de vingers, in de mondhoeken of tussen de tenen. Daarnaast kunnen ze ook voorkomen rond de anus, op de tong, in de lies of in de oksels.

## Oorzaak
Vaak worden huidkloven veroorzaakt door droge huid, eventueel via koude lucht. Ze kunnen ook ontstaan door de genetische aandoening ichthyosis vulgaris, bij psoriaris, eczeem of bij een diabetische voet. Ook bij het geven van borstvoeding kunnen er kleine huidkloven ontstaan in het tepelhof.

## Behandeling
De meest voorkomende vormen van huidkloven herstellen vanzelf na een tijd en kunnen geholpen worden met normale zalven en het afdekken van de wondjes. Ter preventie is een goede hydratatie belangrijk. Indien er een onderliggende oorzaak is, moet deze behandeld worden om het probleem op te lossen.